# Nikola Jokić
Nikola Jokić (Sombor, Serbia, RF de Yugoslavia, 19 de febrero de 1995) es un jugador de baloncesto serbio que pertenece a la plantilla de los Denver Nuggets de la NBA. Con 2,11 metros de estatura se desempeña en la posición de pívot.
Considerado como uno de los mejores jugadores del mundo, desde que llegó a la NBA ha sido siete veces All-Star, tres veces MVP de la temporada y una vez MVP de las Finales.

## Trayectoria deportiva

### Profesional

#### Serbia
En 2012, firmó con el Mega Vizura de Belgrado, donde jugaría con el equipo juvenil en la 2012-13.
En la 2013-14, disputó 13 partidos con el primer equipo del Mega Vizura en la Liga Serbia y otros 25 partidos en la Liga del Adriático, donde promedió 11,4 puntos, 6,4 rebotes, 2 asistencias y 1 tapón en 25 minutos por partido.
El 26 de junio de 2014, fue seleccionado en el puesto número 41 del Draft de la NBA de 2014 por los Denver Nuggets. Pero disputó una temporada más con el KK Mega Leks, donde al término de la 2014-15 fue nombrado MVP de la ABA Liga.

#### NBA
2015-16
En julio de 2015 firma por los Nuggets tras promediar 8 puntos y 6,2 rebotes en la NBA Summer League. Debutó en la NBA el 28 de octubre de 2015 ante Houston Rockets anotando 2 puntos. El 1 de febrero de 2016 ante Toronto Raptors anotó 27 puntos. En su primera temporada promedió 10 puntos y 7 rebotes por encuentros y fue incluido en el mejor quinteto de rookies de la NBA.
2016-17
Durante su segundo año, en el que disputó muchos encuentros como titular, aumentó sus números hasta los 16,7 puntos y los 9,8 rebotes, consiguiendo 6 triples-dobles. El 19 de enero de 2017 ante San Antonio Spurs alcanzó los 35 puntos además de 12 rebotes, y el 10 de febrero ante New York Knicks anotó 40 puntos.
2017-18
En su tercera temporada en Denver, se estableció como el pívot titular de la franquicia de Colorado, en la que promedió 18,5 puntos y 10,7 rebotes. El 7 de noviembre de 2017 ante Brooklyn Nets consiguió un doble-doble de 41 puntos y 12 rebotes. Además durante esa temporada consiguió 10 triple-dobles.
2018-19
El 9 de julio de 2018, firma una extensión de contrato con Denver, por cinco años y $148 millones. En su cuarto año disputó 80 encuentros de temporada regular y superó los 20 puntos de media por encuentro, alcanzando los 40 el 13 de enero de 2019 ante Portland Trail Blazers. Fue seleccionado por primera vez para el All-Star Game, siendo el primer jugador de los Nuggets en ser seleccionado desde Carmelo Anthony en 2011. Terminó la temporada con 12 triples-dobles.
2019-20
Para su quinto año en Denver, volvió liderar a los Nuggets y fue seleccionado de nuevo para el All-Star Game. Consiguió 13 triples dobles y alcanzó los 47 puntos ante Atlanta Hawks el 6 de enero de 2020.
2020-21
Durante su sexta temporada, la 2020-21 estableció un par de récords, el 28 de diciembre como el pívot con más asistencias en un partido de la franquicia, con 18, y solo por detrás de Wilt Chamberlain (con 19) de toda la NBA. Y dos días después, el 30 de diciembre de 2020, se convirtió en el jugador con más triples dobles de la historia de los Nuggets, con 44 (y el noveno de toda la NBA). El 2 de febrero de 2021, fue nombrado jugador del mes de la Conferencia Oeste de la NBA y el 6 de febrero, registró la máxima anotación de su carrera hasta la fecha, con 50 puntos ante Sacramento Kings. El 23 de febrero, fue elegido por tercera vez para disputar el All-Star Game que se celebró en Atlanta. Al término de la temporada, el 8 de junio, fue nombrado MVP de la Temporada de la NBA, siendo el jugador elegido en el puesto más bajo del Draft de la NBA (#41) en ganar este galardón.
2021-22
Al comienzo de su séptima temporada en Denver, el 8 de noviembre de 2021, durante un encuentro ante Miami Heat, se produjo un incidente entre Nikola y el alero de los Heat, Markieff Morris, por el que fue suspendido un partido. El 19 de enero, ante Los Angeles Clippers, registra un triple doble de 49 puntos, 14 rebotes y 10 asistencias. El 27 de enero se anuncia su titularidad en el All-Star Game de la NBA 2022, siendo la cuarta participación de su carrera. El 28 de enero, ante New Orleans Pelicans logra un triple doble de 29 puntos, 13 rebotes y 10 asistencias. Fue nombrado jugador del mes de enero de la Conferencia Oeste. El 6 de marzo ante New Orleans Pelicans anota 46 puntos, además de 12 rebotes y 11 asistencias. Se convirtió en el segundo jugador en la historia de la NBA, en conseguir un triple-doble de más de 40 puntos con un porcentaje de acierto superior al 70% en tiros de campo. Al día siguiente, ante Golden State Warriors, consigue otro triple-doble de 32 puntos, 15 rebotes y 13 asistencias. El 16 de marzo alcanza los 10 000 puntos, los 5000 rebotes y las 3000 asistencias en su carrera, tras 516 encuentros en la NBA, siendo el segundo jugador que ha necesitado menos partidos para conseguirlo, tras Larry Bird con 515. El 28 de marzo ante Charlotte Hornets consigue otro triple-doble, con 26 puntos, 19 rebotes y 11 asistencias, el número 19 esa temporada. El 3 de abril ante Los Angeles Lakers anota 38 puntos y captura 18 rebotes. El 7 de abril de 2022 se convirtió en el primer jugador de la historia de la NBA en lograr más de 2000 puntos, 1000 rebotes y 500 asistencias en una sola temporada. Al término de la temporada regular, fue elegido jugador del mes de la conferencia Oeste de marzo/abril, y finalizó como líder del equipo en puntos, rebotes, asistencias, robos, tapones y porcentaje de tiros de campo, siendo el primer jugador en la historia en conseguir estos números. El 11 de mayo fue nombrado MVP de la Temporada por segundo año consecutivo, y fue incluido en el mejor quinteto de la liga.
2022-23
El 30 de junio de 2022, acuerda una extensión de contrato con los Nuggets por 5 años y $264 millones, siendo en ese momento el mayor contrato de la historia. En los tres primeros encuentros de su octava temporada, consigue dos triple-dobles consecutivos, siendo el número 78 de su carrera, igualando la marca de Wilt Chamberlain, y colocándose como el quinto jugador de la historia con más registros en esta categoría. El 14 de diciembre ante Washington Wizards consigue un doble-doble de 43 puntos y 14 rebotes. El 18 de diciembre ante Charlotte Hornets, registra un triple-doble de 40 puntos, 27 rebotes y 10 asistencias, siendo el primer jugador en conseguir estos números desde Wilt Chamberlain en 1968. El 25 de diciembre ante Phoenix Suns firma un nuevo triple-doble de 41 puntos, 15 rebotes y 15 asistencias. El 28 de diciembre ante Sacramento Kings anota 40 puntos. El 10 de enero de 2023 ante Los Angeles Lakers, registra un triple-doble (14-16-11) con 100% en tiros de campo, siendo el primer jugador en la historia en conseguirlo. El 19 de enero superó a Alex English como el máximo asistente en la historia de los Nuggets. El 26 de enero fue elegido como titular para participar en el All-Star Game de 2023 de Salt Lake City, siendo su quinta participación en el partido de las estrellas. Luego fue nombrado jugador del mes de enero de la conferencia Oeste. El 26 de febrero registró un triple-doble de 40 puntos, 17 rebotes y 10 asistencias ante Los Angeles Clippers. Dos días después consigue otro triple-doble, alcanzando la cifra de 100 triples-dobles en su carrera, cifra a la que únicamente han llegado otros cinco jugadores en toda la historia. Fue nombrado jugador del mes de febrero de la conferencia Oeste. Acabó la temporada regular promediando casi un triple-doble: 24,5 puntos, 11,8 rebotes y 9,8 asistencias por partido. Ya en postemporada, el 23 abril en el cuarto encuentro de primera ronda ante Minnesota Timberwolves, anota 43 puntos. El 7 de mayo en el cuarto encuentro de semifinales de conferencia ante Phoenix Suns, anota 53 puntos. El 9 de mayo con un triple-doble, el segundo de la serie y su décimo en postemporada, supera a Wilt Chamberlain como el pívot con más triples dobles en playoffs. El 16 de mayo, en el primer encuentro de finales de conferencia ante Los Angeles Lakers, consigue un triple doble de 34 puntos, 21 rebotes y 14 asistencias. El 22 de mayo, en el cuarto encuentro de esa serie ante los Lakers, consigue su octavo triple doble esa postemporada, convirtiéndose en el jugador con más triples-dobles en unos mismos playoffs, además fue nombrado MVP de las Finales de Conferencia. En el primer encuentro de las Finales de la NBA ante Miami Heat consigue un triple-doble de 27 puntos, 10 rebotes y 14 asistencias, siendo el segundo jugador en la historia (tras Jason Kidd) en conseguirlo en su debut en las finales, así como el número más alto de asistencias para un debutante. En el segundo encuentro consigue 41 puntos, y se convierte en el primer pívot de la historia de la liga en alcanzar más de 500 puntos y más de 100 asistencias en una única edición de playoffs. En el tercero consigue un nuevo triple-doble de 32 puntos, 21 rebotes y 10 asistencias, siendo el primer jugador en la historia de la Finales de la NBA que consigue un 30/20/10. El 12 de junio se proclama campeón de la NBA tras vencer a los Heat (4-1), y es nombrado MVP de las Finales.
2023-24
Al comienzo de su novena temporada en Denver, el 6 de noviembre de 2023 ante New Orleans Pelicans, consigue el triple-doble número 108 de su carrera, colocándose como el cuarto jugador de la historia con más triples-dobles. Fue nombrado jugador del mes de octubre-noviembre de la conferencia Oeste. El 4 de enero de 2023 ante Golden State Warriors consigue 34 puntos y anota la canasta ganadora sobre la bocina. El 21 de enero anota 42 puntos ante Washington Wizards. El 25 de enero fue elegido como titular para el All-Star Game, siendo la sexta elección de su carrera. El 25 de febrero ante Golden State Warriors consiguió un triple doble de 32 puntos, 16 rebotes y 16 asistencias, enlazando su tercer triple-doble consecutivo, y habiendo registrado al menos uno ante todos los equipos que se ha enfrentado. El 2 de abril anota 42 puntos ante San Antonio Spurs. El 10 de abril anota 41 puntos ante Minnesota Timberwolves. Al término de la temporada regular fue nombrado MVP de la NBA por tercera vez en su carrera. El 14 de mayo, en el quinto encuentro de semifinales de conferencia ante Minnesota Timberwolves, consiguió 40 puntos y 13 asistencias, siendo el primer pívot en la historia de los playoffs que consigue 40 puntos y 10 o más asistencias con 0 pérdidas.
2024-25
Al comienzo de su décimo año en Denver, el 26 de octubre de 2024 ante Los Angeles Clippers anota 41 puntos. El 28 de octubre ante Toronto Raptors, consigue un doble-doble de 40 puntos y 10 rebotes. Al día siguiente ante Brooklyn Nets consigue un triple-doble de 29 puntos, 18 rebotes y 16 asistencias, números que no se conseguían en la NBA desde hace 62 años. El 4 de noviembre ante Toronto Raptors otro triple-doble, el tercero de la temporada, de 28 puntos, 14 rebotes y 14 asistencias. En el siguiente partido ante Oklahoma, consigue su cuarto triple-doble de la temporada (23-20-16), en tan solo ocho encuentros. El 26 de noviembre, el entrenador Michael Malone pidió a Jokic que tuviera más «liderazgo vocal» en la cancha tras una derrota ante los Knicks. El 6 de diciembre logró el triple-doble número 139 de su carrera en la NBA, con 27 puntos, 20 rebotes y 11 asistencias. Superó así a Magic Johnson como el tercer jugador con más triples-dobles de la historia de la NBA, solo por detrás de su compañero Russell Westbrook (200) y del ya retirado Oscar Robertson (181). Lo logró en un partido ante los Cleveland Cavaliers, en el que acabaron perdiendo 126-114. Al día siguiente consiguió 56 puntos (además de 16 rebotes) ante Washington Wizards, la máxima anotación de su carrera. En el siguiente encuentro del 8 de diciembre ante Atlanta Hawks consigue 48 puntos y 14 rebotes. El 30 de diciembre ante Utah Jazz consigue un triple-doble de 36 puntos, 22 rebotes y 11 asistencias. El 1 de enero de 2025 se convierte en el primer jugador de la historia en conseguir un 20-15-15 en menos de 30 minutos. Lo hizo ante Atlanta Hawks al conseguir 23 puntos, 17 rebotes y 15 asistencias en 29 minutos. Ese día alcanzó el triple-doble antes del descanso. En el siguiente encuentro, el 3 de enero ante San Antonio Spurs, anotó 41 puntos y capturó 18 rebotes. Al día siguiente, también ante los Spurs, anota 46 puntos y reparte 10 asistencias. El 23 de enero ante Sacramento Kings consigue 35 puntos, 22 rebotes y 17 asistencias, su vigésimo triple-doble de la temporada (el quinto consecutivo) y siendo el segundo jugador en la historia en lograr en un encuentro de 35+ puntos, 20+ rebotes y 15+ asistencias desde Wilt Chamberlain en 1968. A finales de enero de 2025 se anunció su participación en el All-Star Game, siendo la séptima nominación de su carrera. Fue elegido Jugador del Mes de enero de la Conferencia Oeste. El 10 de febrero anota 40 puntos ante Portland Trail Blazers. El 24 de febrero reparte 19 asistencias ante Indiana Pacers, siendo su mejor marca hasta ese momento, y la segunda más alta de toda la historia para un pívot. El 7 de marzo ante Phoenix Suns consigue 31 puntos, 21 rebotes y 22 asistencias, siendo el primer 30-20-20 de la historia y el récord de asistencias para un pívot. El 15 de marzo anota 40 puntos ante Washington Wizards. El 1 de abril ante Minnesota Timberwolves consigue un 61-10-10, la mayor anotación de esa temporada en la NBA, la segunda más alta de la franquicia de los Nuggets (tras los 73 puntos de David Thompson en 1978) y el triple-doble de mayor anotación en la historia de la liga. El 6 de abril consigue un triple-doble de 41 puntos, 15 rebotes y 13 asistencias ante Indiana Pacers. Finalizó la temporada regular promediando un triple-doble, siendo el primer pívot en conseguirlo, y el tercer jugador tras Russell Westbrook, que lo logró en cuatro ocasiones, y Oscar Robertson. Ya en postemporada, el 5 de mayo en el primer encuentro de semifinales de conferencia ante Oklahoma City Thunder anotó 42 puntos y capturó 22 rebotes. El 13 de mayo en el quinto encuentro de la serie, anotó 44 puntos y recogió 15 rebotes.

## Selección nacional
Jokić ayudó a la selección juvenil de Serbia a ganar la medalla de plata en el Mundial Sub-19 de 2013 en la República Checa. En 8 partidos, promedió 7,1 puntos, 5,0 rebotes y 1,5 asistencias en 16,9 minutos por partido.
Ya con la selección absoluta, participó en los Juegos Olímpicos de Río 2016, donde Serbia ganó la medalla de plata, tras perder la final frente Estados Unidos (96–66).
En 2019, participó con su selección en el Mundial de China, llegando a cuartos de final.
En septiembre de 2022 disputó con el combinado absoluto serbio el EuroBasket 2022, finalizando en novena posición.
Entre julio y agosto de 2024 fue parte de la selección absoluta de Serbia, que disputó los Juegos Olímpicos de París, y que ganó el bronce, tras vencer la final de consolación ante Alemania. En ese encuentro consiguió un triple-doble, el quinto de la historia en unos Juegos Olímpicos. Al término del torneo fue incluido en el mejor quinteto, y terminó la competición siendo líder en puntos, rebotes y asistencias.

### Participaciones en fases finales
| Competición           | Categoría | Sede                                        | Resultado        |
| --------------------- | --------- | ------------------------------------------- | ---------------- |
| Mundial Sub-19 2013   | Sub-19    | República Checa                             | Subcampeón       |
| Juegos Olímpicos 2016 | Absoluta  | Río de Janeiro                              | Subcampeón       |
| Mundial 2019          | Absoluta  | China                                       | Cuartos de final |
| EuroBasket 2022       | Absoluta  | Alemania, República Checa, Georgia e Italia | Octavos de final |
| Juegos Olímpicos 2024 | Absoluta  | París                                       | Tercero          |

## Estadísticas de su carrera en la NBA
|  | Denota temporadas en las que fue Campeón de la NBA |
|  | Líder de la liga                                   |

### Temporada regular
| Año      | Equipo   | PJ  | PT  | MPP  | %TC  | %3P  | %TL  | RPP  | APP  | ROB | TPP | PPP  |
| -------- | -------- | --- | --- | ---- | ---- | ---- | ---- | ---- | ---- | --- | --- | ---- |
| 2015-16  | Denver   | 80  | 55  | 21.7 | .512 | .333 | .811 | 7.0  | 2.4  | 1.0 | .6  | 10.0 |
| 2016-17  | Denver   | 73  | 59  | 27.9 | .577 | .324 | .825 | 9.8  | 4.9  | .8  | .8  | 16.7 |
| 2017-18  | Denver   | 75  | 73  | 32.6 | .500 | .396 | .850 | 10.7 | 6.1  | 1.2 | .8  | 18.5 |
| 2018-19  | Denver   | 80  | 80  | 31.3 | .511 | .307 | .821 | 10.8 | 7.3  | 1.4 | .7  | 20.1 |
| 2019-20  | Denver   | 73  | 73  | 32.0 | .528 | .314 | .817 | 9.7  | 7.0  | 1.2 | .6  | 19.9 |
| 2020-21  | Denver   | 72  | 72  | 34.6 | .566 | .388 | .868 | 10.8 | 8.3  | 1.3 | .7  | 26.4 |
| 2021-22  | Denver   | 74  | 74  | 33.5 | .583 | .337 | .810 | 13.8 | 7.9  | 1.5 | .9  | 27.1 |
| 2022-23  | Denver   | 69  | 69  | 33.7 | .632 | .383 | .822 | 11.8 | 9.8  | 1.3 | .7  | 24.5 |
| 2023-24  | Denver   | 79  | 79  | 34.6 | .583 | .359 | .817 | 12.4 | 9.0  | 1.4 | .9  | 26.4 |
| 2024-25  | Denver   | 70  | 70  | 36.7 | .576 | .417 | .800 | 12.7 | 10.2 | 1.8 | .6  | 29.6 |
| Total    | Total    | 745 | 704 | 31.7 | .560 | .360 | .824 | 10.9 | 7.2  | 1.3 | .7  | 21.8 |
| All-Star | All-Star | 7   | 5   | 17.9 | .667 | .400 | .000 | 5.9  | 4.9  | .9  | .1  | 6.9  |

### Playoffs
| Año   | Equipo | PJ | PT | MPP  | %TC  | %3P  | %TL  | RPP  | APP | ROB | TPP | PPP  |
| ----- | ------ | -- | -- | ---- | ---- | ---- | ---- | ---- | --- | --- | --- | ---- |
| 2019  | Denver | 14 | 14 | 39.8 | .506 | .393 | .846 | 13.0 | 8.4 | 1.1 | .9  | 25.1 |
| 2020  | Denver | 19 | 19 | 36.5 | .519 | .429 | .835 | 9.8  | 5.7 | 1.1 | .8  | 24.4 |
| 2021  | Denver | 10 | 10 | 34.5 | .509 | .377 | .836 | 11.6 | 5.0 | .6  | .9  | 29.8 |
| 2022  | Denver | 5  | 5  | 34.2 | .575 | .278 | .848 | 13.2 | 5.8 | 1.6 | 1.0 | 31.0 |
| 2023  | Denver | 20 | 20 | 39.4 | .548 | .461 | .799 | 13.5 | 9.5 | 1.1 | 1.0 | 30.0 |
| 2024  | Denver | 12 | 12 | 40.2 | .545 | .264 | .901 | 13.4 | 8.7 | 1.4 | .7  | 28.7 |
| 2025  | Denver | 14 | 14 | 40.2 | .489 | .380 | .772 | 12.7 | 8.0 | 2.0 | .9  | 26.2 |
| Total | Total  | 94 | 94 | 38.3 | .525 | .388 | .826 | 12.3 | 7.6 | 1.2 | .9  | 27.4 |

## Vida personal
Nikola tiene dos hermanos mayores, Nemanja (n. 1984) y Strahinja (n. 1982).
Se casó con su novia de toda la vida, Natalija Mačešić, el 24 de octubre de 2020, en su ciudad natal. Tienen una hija nacida en septiembre de 2021.
Él mismo ha confirmado que es una persona muy reservada y que no le gustan las redes sociales ni la exposición mediática.
En su rancho de Serbia posee al menos seis caballos de carreras.

## Logros y reconocimientos
Selección nacional
- Juegos Olímpicos de Río de Janeiro 2016
- Mundial Sub-19 (2013)
- Juegos Olímpicos de París 2024

Serbia
- MVP de la ABA Liga (2015)
- Quinteto Ideal de la ABA Liga (2015)

NBA
- 1 vez campeón de la NBA (2023)
- 1 vez elegido MVP de las Finales (2023)
- 3 veces MVP de la NBA (2021, 2022, 2024)
- 1 vez MVP de las Finales de la Conferencia Oeste (2023)
- 7 veces All-Star de la NBA (2019, 2020, 2021, 2022, 2023, 2024, 2025)
- Elegido en el mejor quinteto de rookies de la NBA (2016)
- 4 veces mejor quinteto de la NBA (2019, 2021, 2022, 2024)
- 2 veces segundo mejor quinteto de la NBA (2020, 2023)
- Líder de la temporada 2020-21 de la NBA en encuentros disputados (72), en canastas anotadas (732) y en PER (31.26)
- Líder de la temporada 2021-22 de la NBA en rebotes totales capturados (1019) y en PER (32.92)
- Líder de la temporada 2022-23 de la NBA en triples-dobles (29) y en PER (31.51)
- Líder de la temporada 2023-24 de la NBA en PER (30.97)
- Líder de la temporada 2024-25 de la NBA en PER (32.04)
- 8 veces Jugador del Mes de la NBA (enero 2021, marzo 2021, enero 2022, marzo-abril 2022, enero 2023, febrero 2023, octubre-noviembre 2023, enero 2025)
- Primer jugador en conseguir un 20-15-15 en menos de 30 minutos.[81]
- Primer jugador en lograr un 30-20-20.[90]
- Primer jugador en conseguir una estadística de 30-20-10 en un partido de las Finales de la NBA.[57]